# Horace de Rilliet

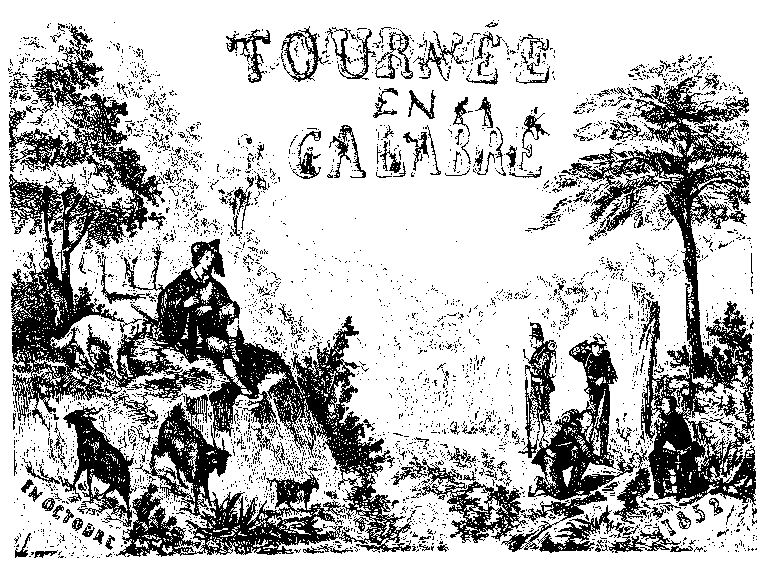
Horace de Rilliet, Tournée en Calabre, Genève, Pilet & Corignard, 1852; Cosenza, Brenner, 1962

Horace de Rilliet (Unterseen, 17 novembre 1824 – Napoli, 5 agosto 1854) è stato un viaggiatore, scrittore e chirurgo svizzero.

## Biografia
Horace De Rilliet è uno dei tanti viaggiatori che giungono in Calabria nell'Ottocento. 
Per la verità De Rilliet (uno svizzero nato a Unterseen, nei dintorni di Berna, nel 1824) arriva in Calabria al seguito del 13º Battaglione Cacciatori con l'incarico di chirurgo. La spedizione militare aveva come obiettivo quello di appoggiare un contestuale viaggio del re di Napoli nella regione, accorrendo in suo aiuto qualora si fossero verificate azioni di disturbo nei confronti del sovrano e della sua scorta, precauzione che si rivelò eccessiva in quanto non si verificarono incidenti. 
La passione per la scrittura di De Rilliet consente a noi tutti di godere di un reportage sulla Calabria. Infatti, a mano a mano che dai confini tra la Basilicata e la Calabria scende con il suo Battaglione all'interno del territorio regionale calabrese, egli appunta le sue osservazioni, i suoi incontri, le sue sensazioni in una specie di diario.
(Benedetto Croce in Aneddoti di varia letteratura)
Ecco come Horace De Rilliet descrive l'arrivo a Pizzo: "(...) Visitammo il castello di Pizzo le cui mura fanno da corona alla rocca che piomba a picco sul mare dove s'infrangono i flutti e sulla quale è edificata la città. Ci fecero visitare la camera abitata da Murat. Dalle finestre si gode una delle più belle viste sulle coste boscose della Calabria, sul mare e sullo Stromboli. Il sole, al tramonto, inonda questa cameretta dei suoi ultimi riflessi.... (...)".
L'edizione originale manoscritta del volume (contenente anche gli splendidi disegni) è stata pubblicata a Ginevra nel 1852.
E Agostino Formica, nella sua introduzione alla traduzione italiana, chiarisce il viaggio di De Rilliet: "Questo di Horace De Rilliet si può considerare un viaggio in progressione e non solo perché si realizza nel tempo: poca epigrafia, la giusta critica sociale, dissertazioni sul modo di governare e su argomenti di carattere economico, ritratti di artisti, niente oleografia deleteria, soprattutto osservazione e studio dei costumi".

## Opere
- (FR) Colonne mobile en Calabre dans l'année 1852, Genève, Impr. Pilet & Cougnard, 1855.
- Edizioni in lingua italiana:
  - traduzione di Elvio Buccieri, Cosenza, Ed. Casa del libro Gustavo Brenner, 1962
  - traduzione di Agostino Formica, Reggio Calabria, Ed. Jason, 1991
  - traduzione di Antonio Coltellaro, Soveria Mannelli, Ed. Rubbettino, 2008, ISBN 978-88-498-1885-7